# Suncus infinitesimus
Suncus infinitesimus är en däggdjursart som först beskrevs av Heller 1912.  Suncus infinitesimus ingår i släktet Suncus och familjen näbbmöss. IUCN kategoriserar arten globalt som livskraftig. Inga underarter finns listade i Catalogue of Life.
Denna näbbmus når en kroppslängd (huvud och bål) av cirka 4,5 cm, en svanslängd av ungefär 2,5 cm och en vikt omkring 3 g. Pälsen är på ovansidan gråbrun och på undersidan mera gråaktig. Även på den bruna svansen är ovansidan mörkare än undersidan. Händer och fötter har en något ljusare grå färg.
Arten har en stor population i östra Sydafrika samt två mindre populationer i Kenya respektive Kamerun. Den lever i bergstrakter mellan 1700 och 2100 meter över havet. Habitatet varierar mellan skogar, gräsmarker och odlingsmark. Suncus infinitesimus är vanligast i närheten av termitstackar. Den väger bara 2,5 till 3 g.
Suncus infinitesimus kan vara aktiv på dagen och på natten. Den bygger klotrunda bon av gräs som har en diameter av cirka 10 cm. Djuret äter främst insekter. Det jagas själv av ugglor. Honor föder cirka tre ungar per kull. När honan inte är brunstig lever varje exemplar ensam.